# Ursula von Pfalz-Veldenz-Lützelstein

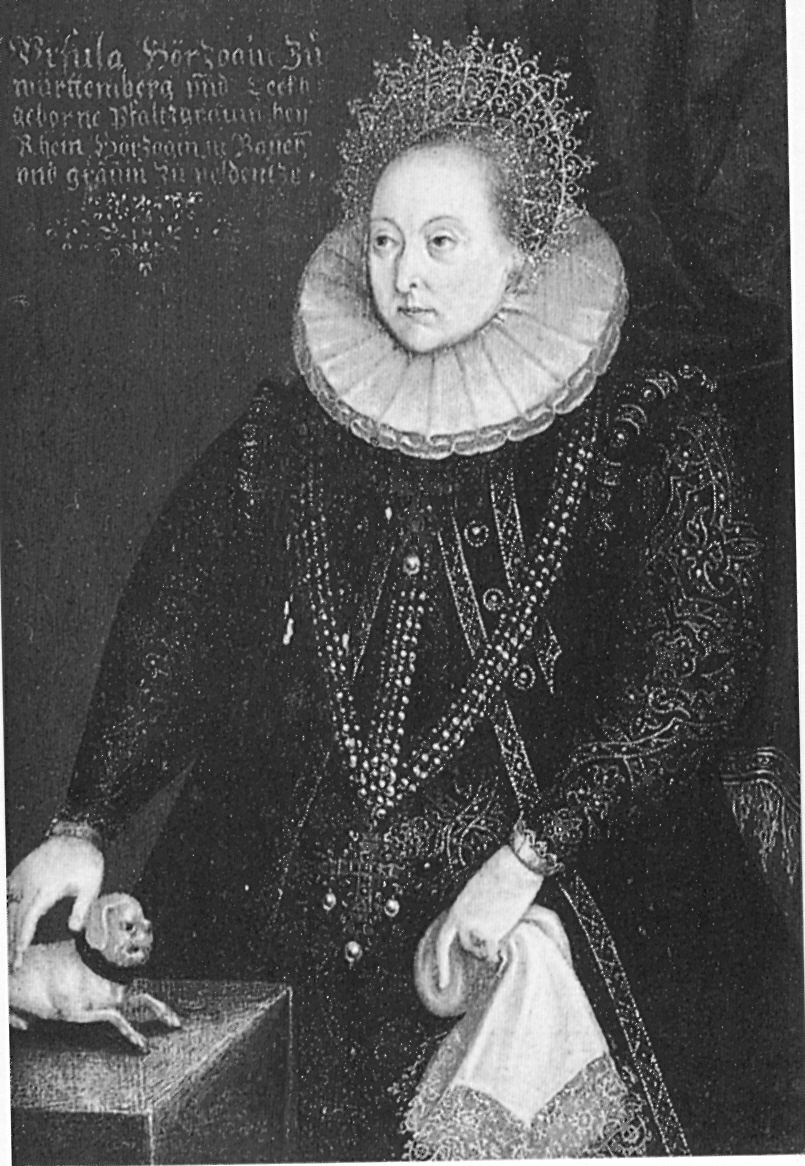
Ursula von Pfalz-Veldenz-Lützelstein

Ursula von Pfalz-Veldenz-Lützelstein (* 24. Februar 1572 in Lauterecken, Pfalz; † 5. März 1635 in Nürtingen) war die Tochter des Pfalzgrafen Georg Johann I. von Pfalz-Veldenz und spätere Herzogin Ursula von Württemberg.

## Leben
Ursula war das vierte Kind des Pfalzgrafen Georg Johann I. von Pfalz-Veldenz und seiner Frau Anna Maria Wasa von Schweden. Sie war erst dreizehn Jahre alt, als Herzog Ludwig von Württemberg sie in zweiter Ehe heiratete. Die Ehe blieb kinderlos. Als Ludwig am 28. August 1593 erst 39-jährig starb, zog Herzogin Ursula auf den Witwensitz nach Nürtingen. Sie war zu diesem Zeitpunkt erst 21 Jahre alt. Ihrem Mann trauerte Ursula bis an ihr Lebensende nach, sie ging deshalb auch keine neue Ehe mehr ein.
42 Jahre wohnte die Herzogin im Nürtinger Schloss. Ihr Leben in Nürtingen war geprägt und erfüllt von Nächstenliebe und Fürsorge. Insbesondere um Arme und Kranke und nicht zuletzt um die vielen Kriegsversehrten, die um ihre karge Existenz bangten, kümmerte sie sich.
Nach der Schlacht von Nördlingen 1634 fielen „kayserliche Völker“ auch über Nürtingen her. Die Herzoginwitwe musste zeitweise nach Esslingen fliehen. Wenig später starb sie erschöpft an den Folgen des Krieges in ihrem ausgeplünderten Nürtinger Schloss. Am 5. Januar 1636 wurde sie im Chor der Stiftskirche in Tübingen beigesetzt.